# Ádám Fellegi
Ádám Fellegi est un pianiste hongrois né à Budapest le 30 décembre 1941.

## Biographie
Diplômé de l'Université de musique Franz-Liszt de Budapest en 1963, il obtient un 1er Prix au centre culturel international de Vienne où il a suivi les master classes de Paul Badura-Skoda, Alfred Brendel et Jörg Demus. Il a reçu un 1er Prix au Concours Liszt-Bartók de Budapest pour ses interprétations de la musique contemporaine hongroise. En 1974, il a gagné le  Prix Artur Rubinstein à Rio de Janeiro. Il se produit en concert à travers l'Europe, en Russie, aux États-Unis. Il a enregistré pour le label Hungaroton des œuvres de musique contemporaine, et les sonates de Nikolaï Medtner pour la firme Marco Polo. En 1981, il a reçu le Prix d'État Franz Liszt du gouvernement hongrois. Il a donné des master classes aux États-Unis à l'Université de Boulder (Colorado) , à l'Université de Sainte-Catherine au Canada, et l'Université York de Toronto. En 1994, il reçoit la distinction Pro Urbe de la ville de Budapest.

## Quelques enregistrements
- Les sonates de Nikolaï Medtner :
- Sonate in F Minor, opus 5; Sonata-Triad, opus 11 (1988) Marco Polo
- Sonate in G Minor, opus 22; Sonate-Conte in C Minor, opus 25, n°1; Sonate in E Minor, opus 25, n°2 (1989) Marco Polo
- Sonate-Ballade in F Sharp Major, opus 27; Sonate-Reminiscence, opus 38, n°1; Sonate-Tragique, opus 39, n°5; Sonate-Idylle in G Major, opus 56 (1990) Marco Polo
- de Zoltán Kodály : Les œuvres complètes pour piano (Hungaroton)